# Iain Sinclair

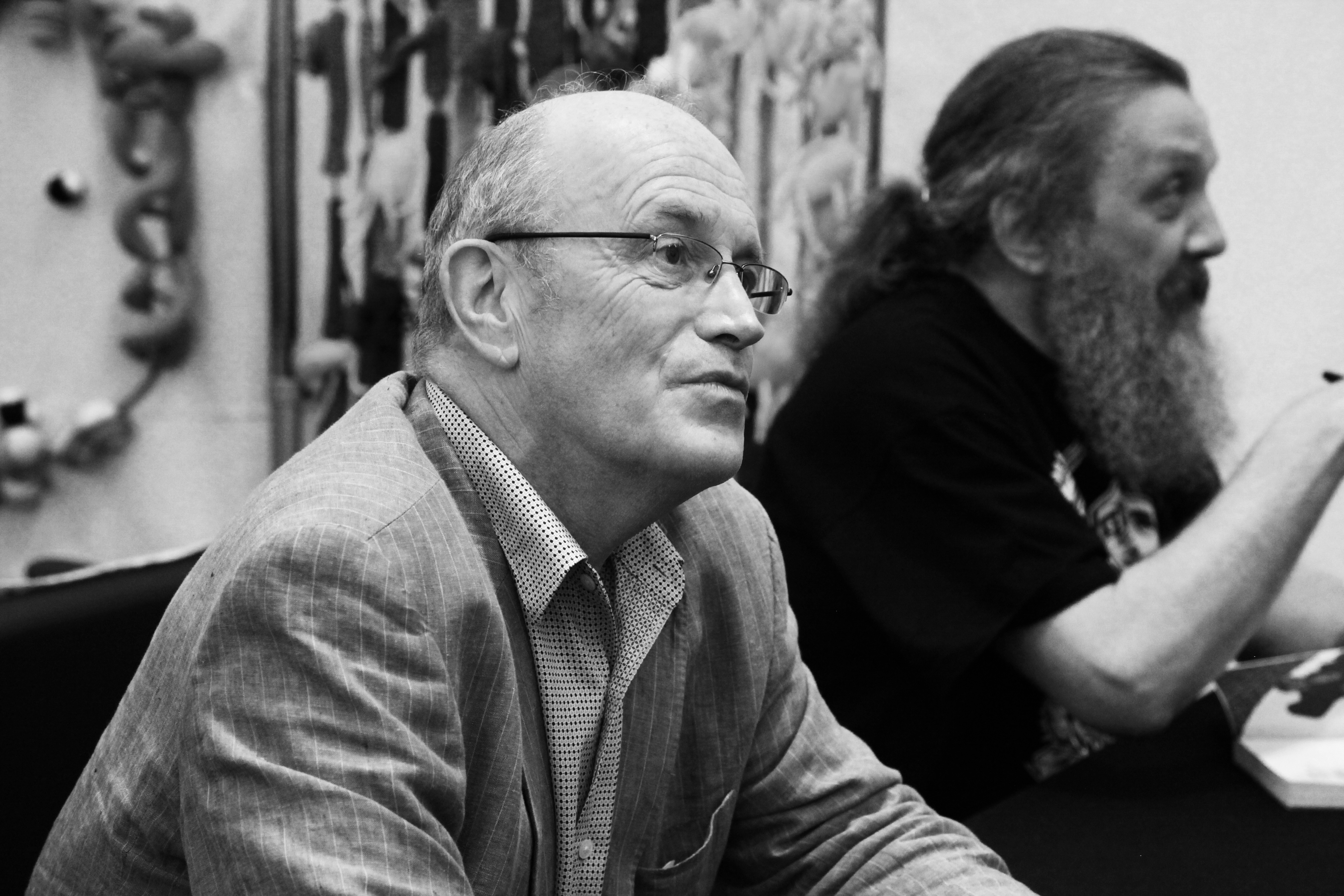
Sinclair und Alan Moore in Cheltenham

Iain Sinclair (* 11. Juni 1943 in Cardiff, Wales, Vereinigtes Königreich) ist ein britischer Schriftsteller und Filmemacher, dessen Texte meist auf Wanderungen zurückgehen, auf denen er die Veränderung von Orten und Landschaften durch menschliche Eingriffe, insbesondere in und um London, erforscht. Seine Streifzüge werden immer wieder mit der Psychogeographie in Verbindung gebracht.

## Leben und Werk
Iain Sinclair wuchs in der ehemaligen Bergarbeiterstadt Maesteg in Wales auf. In den 1950ern besuchte er das Cheltenham College und schrieb schon mit 16 erste Filmkritiken. Vom Film fasziniert ging er für neun Monate an die London School of Film Technique (heute: London Film School) und studierte danach am Trinity College in Dublin. In dieser Zeit entstanden einige 16mm-Filme und Theaterstücke. Während des Studiums begegnete er Anna Hadman, die er 1967 heiratete. Die beiden zogen nach London, wo Sinclair zunächst als Lehrer tätig war und nebenher die Stadt, die sein Werk prägen sollte, zu durchstreifen begann.
„Wenn ich über irgendeine Stadt schreiben müsste – und ich es aufgrund meiner starken Verbundenheit mit einem Ort täte –, dann wäre es London. Ich könnte z. B. nicht über Paris schreiben, dort gäbe es viel zu viel kulturelle Akzeptanz für das, was ich schreibe. London scheint unberechenbar, einzigartig wie kein anderer Ort. London hat mich eingesogen und ich bin niemals wirklich entkommen.“
1969 kauften die Sinclairs ein Haus im Londoner Stadtteil Hackney, in dem sie noch heute leben. Dort entstanden die ersten Gedichtbände, die Sinclair im Eigenverlag Albion Village Press herausbrachte. Nach Aufgabe seiner Lehrtätigkeit übernahm Sinclair Gelegenheitsarbeiten und handelte mit Second-Hand-Büchern. Dabei kam er viel in London herum und entdeckte auch die Welt des Londoner East Ends. Sein besonderes Interesse weckten die Kirchen von Nicholas Hawksmoor. „Ich begann mich dafür zu interessieren, warum jede dieser Kirchen dort stand, wo sie stand,“ erklärt er im Guardian, „und wie das Ganze mit Blake und andren Mythen zusammenhing.“ All dies ließ er in dem Langgedicht Lud Heat (1975) zusammenfließen.
In den nächsten Jahren verfestigte sich Sinclairs Ruf als Vertreter der britischen literarischen Avantgarde und als Londons führender Psychogeograph, obwohl seine Werke weiterhin meist im Eigenverlag oder bei kleinen Pressen erschienen. Mehr Aufmerksamkeit erfuhr er erst mit dem Roman Downriver (1991), der im selben Jahr mit dem James Tait Black Memorial Prize und 1992 mit dem Encore Award ausgezeichnet wurde. In Lights Out for the Territory (1997) stellte er seine Vision eines von Macht und Finanzen in einen Moloch – T. S. Eliots „unwirkliche Stadt“ – verwandelten Londons erstmals auch in nichtfiktionaler Form vor. Darin dokumentierte er in neun Streifzügen durch die britische Hauptstadt den Verfall in der Ära Thatcher und setzte Außenseitern und vergessenen Londoner Künstlern bzw. Orten ein Denkmal.
Eine Frage beschäftigt Iain Sinclair immer wieder: Wo ebbt der Einfluss Londons ab? Im Bemühen dies herauszufinden, zieht er seine Kreise immer weiter um die Stadt. In London Orbital (2002) unternahm er entlang des Londoner Stadtautobahnrings M25 eine vollständige Umrundung der Themse-Metropole.
Neben seinem Haus in Hackney besitzt Sinclair mittlerweile eine Wohnung in St. Leonards-on-Sea, einem Stadtteil von Hastings, den er auch als „Hackney-on-Sea“ bezeichnet. Diesem persönlichen Schritt aus dem Zentrum nach außen vergleichbar, bewegen sich auch seine nächsten Bücher aus London hinaus: In Dining on Stones (2002) entlang der A13 nach Southend-on-Sea und in Edge of the Orison (2005) auf den Spuren des britischen Dichters John Clare nach Northborough.
Mit Hackney, That Rose-Red Empire (2009) kehrte Sinclair wieder in den Stadtteil zurück, in dem er zuhause ist: Das Buch mit dem Untertitel A Confidential Report (Ein vertraulicher Bericht) ist eine persönliche und zugleich politische und kulturelle Bestandsaufnahme der Veränderungen, die Sinclair seit über 40 Jahren aus nächster Nähe miterlebt, und wird vielfach positiv besprochen. Im selben Jahr wird er Fellow der Royal Society of Literature.
Die dramatische Beschleunigung und Verschärfung dieser Veränderungen in den Londoner Stadtteilen Hackney und Stratford durch das „Krebsgeschwür Olympia“, wie Sinclair 2012 in der Tageszeitung Die Welt zitiert wird, schildert Ghost Milk (2011). Das Buch schlägt den Bogen von Sinclairs früheren Erfahrungen mit politischen und wirtschaftlichen Eingriffen zum aktuellen Großprojekt, das die gesamte soziale und emotionale Struktur des Londoner Ostens gewaltsam verändert, und er „prangert die Missstände des ,Eitelkeitsprojekts Olympia‘ an. Kritik, die von offizieller Seite nicht gern gehört wird: ,Die Bezirksverwaltung Hackney hat sogar eine Lesung von mir in einer öffentlichen Bibliothek abgesagt, um mich mundtot zu machen‘, sagt der 69-Jährige.“ Dabei liefert Sinclair nicht das „übliche Gentrifizierungsgejammer“, wie im Spiegel 2012 zu lesen ist. „Amok-Hobbyismus, das ist natürlich die beste Definition für Olympia“ und Sinclair hat diese Entwicklung eigentlich schon vor zehn Jahren in London Orbital vorausgesagt, was damit zu tun hat, „dass er als Schriftsteller immer auch Seher und Schamane ist.“
In American Smoke (2013) richtet Sinclair seinen Blick wieder über London hinaus und erkundet in einer politisch-poetischen Spurensuche an verschiedenen Orten in Großbritannien und den USA die Verbindung zu den Helden seiner Jugend: den Autoren der Beat Generation.
Mit The Last London: True Fictions from an Unreal City (2017) vollzog Sinclair auch programmatisch seinen Abschied vom Schreiben über die Themse-Metropole und ihrem Umland. Darauf folgende Arbeiten führten ihn vermehrt auf das europäische Festland, u. a. in Living With Buildings: And Walking With Ghosts (2018) nach Marseille und 2019 auf den Spuren seines Urgroßvaters Arthur Sinclair an die Quelle des Amazonas nach Peru.

## Sinclairs Werke auf Deutsch
Obwohl mit Rodinskys Raum bereits 1999 ein in Zusammenarbeit mit der britischen Schriftstellerin und Heimatforscherin Rachel Lichtenstein verfasstes Buch auf Deutsch erschienen ist, wurde Iain Sinclair im deutschsprachigen bislang primär in Periodika rezipiert. Neben Beiträgen in der Kulturzeitschrift Lettre International wurde Sinclair 2012 in einem Essay in der Zeitschrift Merkur und 2015 in der Filmzeitschrift Cargo porträtiert. 2016 wurden Auszüge aus der Gedichtsammlung Firewall auf der Lyrik-Online-Plattform karawa.net zweisprachig veröffentlicht. Anfang 2017 erschien Der Rand des Orizonts, in dem Sinclair auf den Spuren des Dichters John Clare dessen Flucht aus der Nervenheilanstalt im Norden Londons bis in Clares Heimatdorf nachwandert. Im Frühjahr 2020 kam mit Städte begehen. Exkursionen nach Berlin, Marseille und Palermo eine in dieser Form nur auf Deutsch erhältliche Zusammenstellung dreier Stadterkundungen heraus. „Im Verzicht auf London-Texte reflektiert [das Buch] auch den programmatischen Abschied vom Schreiben über die Themse-Metropole, den der Autor mit The Last London. True Fictions from an Unreal City (2017) vollzogen hat“, heißt es im Vorwort. Mit Blakes London wurde im Herbst desselben Jahres ein Text veröffentlicht, der aus einem der zahlreichen Vorträge Sinclairs hervorgegangen ist. Anlass war eine eintägige Konferenz zum 250. Geburtstag von William Blake in der Londoner Swedenborg Society im November 2007. Das daraus entstandene Buch führt an wichtige Ausgangspunkte seines Schreibens und eröffnet in aller Kürze einen Zugang zu Sinclairs London.

## Psychogeographie
Claudia Basrawi nennt Iain Sinclair schon 2001 einen Verfasser von „psychogeographische[n] Romane[n], die London zum Hauptthema haben und das mystische Element des Themas betonen“. Sie führt weiter aus, dass der Begriff Psychogeographie „heute von Künstlern, Psychologen, Architekten und in abgewandelter Form (Geomantik) von Esoterikern benutzt“ wird. Auf der Suche nach der Wirkung der Geographie auf die Psyche des Menschen reklamierte man „die Stadt als Terrain, das man eroberte, kartographierte und markierte“. Basrawi fährt fort:
„Die Psychogeographie bediente sich vorwiegend der Methode des „Umherschweifens“ und erinnert insofern an den Spaziergang des Flaneurs wie wir ihn aus dem 19. Jahrhundert kennen oder das sog. „surrealistische Bummeln“, bereicherte jedoch deren spielerische Dimension um einen konstruktiven und analytischen Aspekt. Iain Sinclairs Wanderungen folgen einer ähnlichen Methode. Die Einflüsse der Geomantik, gerade in Bezug auf die Bedeutung sogenannter Ley-Linien und Energieorte in ihrer mythischen und okkulten Dimension in seinem Werk, sind bislang noch nicht ausführlich untersucht worden.“
Will Self und Stewart Home wären als weitere Psychogeographen zu nennen, die ein ähnliches, literarisches Territorium bearbeiten. Sinclair verweist allerdings in einem Interview in dem Dokumentarfilm The London Perambulator darauf, dass er dem Begriff Psychogeographie den der „deep topography“ (Tiefentopographie), wie er von Nick Papadimitriou geprägt wurde, vorzieht.
Eine begriffliche Neubestimmung erfährt die Psychogeografie im deutschsprachigen Raum mit der Anfang 2020 von Anneke Lubkowitz herausgegebenen Anthologie unter dem gleichnamigen Titel. Die überwiegend erstmals auf Deutsch publizierten Texte spannen einen Bogen zwischen Theorie und Praxis und bieten Einblick in diese Form der Stadterkundung.

## Schlüsselfiguren und Wegbegleiter
Sinclairs Bücher stecken voller Personen- und Ortsnamen. Darunter finden sich zahlreiche bekannte Künstler und Schriftsteller, etwa Mark Atkins, J.G. Ballard, Renchi Bicknell, William Blake, William Burroughs, Brian Catling, Joseph Conrad, David Gascoyne, Allen Ginsberg, Ted Hughes, Patrick Keiller, Jack Kerouac, Philip Larkin, F.T. Marinetti, Michael McClure, Michael Moorcock, Alan Moore, Charles Olson, Chris Petit, Arthur Rimbaud, W.G. Sebald, Alexander Trocchi.
Daneben verleiht er aber auch unbekannten oder vergessenen Orten und Personen eine Stimme. Neben Lights Out for the Territory steht für dieses Anliegen die von Sinclair zusammengestellte „Anthologie des Abwesenden“, London: City of Disappearances (2006). Laut The Observer ist Sinclair sogar „der Schlüssel zu Englands verheimlichter Kehrseite, König der Fahrenden, der Pfadfinder, der einen zu all den Andersgläubigen, Außenseitern und Randfiguren führt, die von Albions literarischem Establishment ausgeschlossen worden sind“.

## Bibliographie
- Back Garden Poems. Gedichte. 1970.
- The Kodak Mantra Diaries: Allen Ginsberg in London. Dokumentarfilm. 1971.
- Muscat's Wurm. Gedichte. 1972.
- The Birth Rug. Gedichte. 1973.
- Lud Heat. Langgedicht. 1975.
- Suicide Bridge. Langgedicht. 1979.
- Autistic poses. Gedichte. 1985.
- Significant Wreckage. Gedichte. 1988.
- White Chappell, Scarlet Tracings. Erzählung. 1987 (ursprünglich in limitierter Auflage bei Goldmark Gallery erschienen; erneut aufgelegt von Paladin)
- Flesh Eggs and Scalp Metal: Selected Poems 1970–1987. Gedichte. 1989.
- Downriver. Roman. 1991.
- Jack Elam's Other Eye. Gedichte. 1991.
- Radon Daughters. Roman. 1994.
- Conductors of Chaos: a Poetry Anthology. hrsg. von I. Sinclair. 1996.
- Penguin Modern Poets Volume Ten: Douglas Oliver, Denise Riley, Iain Sinclair. Gedichte. 1996.
- Lights Out for the Territory: 9 Excursions in the Secret History of London. Erzählungen. 1996.
- The Ebbing of the Kraft. Gedichte. 1997.
- Slow Chocolate Autopsy. Erzählung. 1997.
- Crash. Essay. 1999.
- mit Marc Atkins: Liquid City. fotografische und literarische Impressionen. 1999.
- mit Rachel Lichtenstein: Rodinskys Raum. Erzählungen. 1999.
- Sorry Meniscus. Essay. 1999.
- Landor's Tower. Roman. 2001.
- London Orbital. Erzählung. 2002.
- White Goods. poems, essays, fictions. 2002.
- Saddling The Rabbit. Gedichte. 2002.
- The Verbals. im Gespräch mit Kevin Jackson. 2003.
- Dining on Stones. Roman. 2004.
- Edge of the Orison: In the Traces of John Clare's 'Journey Out Of Essex. Erzählung. 2005.
- The Firewall: Selected poems 1979–2006. Gedichte. 2006.
- Buried At Sea. Gedichte. 2006.
- London: City of Disappearances. Essays, hrsg. von I. Sinclair. 2006.
- Hackney, That Rose-Red Empire: A Confidential Report. Erzählung. 2009.
- Postcards from the 7th Floor. Gedichte. 2010.
- Ghost Milk. Erzählung. 2011.
- Blake‘s London: the Topographic Sublime. Vortrag. 2012.
- Austerlitz & After: Tracking Sebald. Erzählung. 2013.
- Swimming to Heaven: the Lost Rivers of London. Vortrag. 2013.
- Red Eye. Langgedicht. 2013.
- Cowboy / Deleted File. Erzählung. 2013.
- Objects of Obscure Desire. Erzählung. 2013.
- Your Unknown Everywhere, Arthur Machen as Presence. Vortrag. 2013.
- American Smoke: Journeys to the End of the Light. Erzählungen. 2013.
- London Overground: A Day's Walk around the Ginger Line. Erzählung. 2015
- Black Apples of Gower. Erzählung. 2015
- Seeschlange. Erzählung. 2016
- My Favourite London Devils. Erzählung. 2016
- The Last London: True Fictions from an Unreal City. Erzählungen. 2017
- Living with Buildings: And Walking with Ghosts – On Health and Architecture. Erzählungen. 2018
- Dark Before Dark. Erzählung. 2019 (Fotografie: Anonymous Bosch)
- Fever Hammer Yellow. Gedichte. 2020
- Our Late Familiars. Erzählung. 2020 (Fotografie: Ian Wilkinson)

Englischsprachige Interviews und Vorträge
- When In Doubt, Quote Ballard. Ausführliches Interview mit Iain Sinclair über die Psychogeographie, das Schreiben und J.G. Ballard: (Online)
- London’s Lost Rivers: The Hackney Brook and other North West Passages. Vortrag, Juni 2009, Gresham College: (Online)

Englischsprachige Literatur über Iain Sinclair
- Robert Bond: Iain Sinclair (Salt Studies in Contemporary Literature & Culture). Salt Publishing, 2005.
- Robert Bond, Jenny Bavidge (hrsg.): City Visions: The Work of Iain Sinclair. Cambridge Scholars Publishing, Newcastle 2007.
- Brian Baker: Iain Sinclair (Contemporary British Novelists). Manchester University Press, 2007.
- Robert Sheppard: Iain Sinclair (Writers & Their Work). Northcote House Publishers, 2007.
- Jeffrey M. Johnson: The Works of Iain Sinclair: A Descriptive Bibliography and Biographical Chronology. Test Centre Books. Band 1, Fascicles I-III (1943–1987); 2018. Band 2, Fascicle IV (1988–1998); 2019.

## Filmographie
Iain Sinclair
- 1972: Maggid Street
- 1993: Ah Sunflower

mit Chris Petit
- 1992: The Cardinal and the Corpse
- 1998: The Falconer
- 2000: Asylum
- 2002: London Orbital
- 2008: Marine Court Rendezvous (Videoinstallation)

mit Andrew Kötting
- 2007: Offshore – Gallivant
- 2009: Edgeland Mutter
- 2012: Swandown
- 2015: By Our Selves
- 2017: Edith Walks
- 2019: The Whalebone Box

mit John Rogers
- 2016: London Overground